# Дом Каталымовых
Дом Каталымовых — историческое здание в Твери, памятник архитектуры федерального значения. Находится в районе Затверечье, по адресу 1-й Клубный переулок, 1.
Дом был выстроен мещанином С. Г. Каталымовым (торговал скобяными товарами и хлебом) в последней четверти XVIII века в стиле, переходном от барокко к классицизму.
С 1820-х годов здание было поделено на две половины, хозяином одной из которых был И. В. Лошкарёв. Часть первоначального декора дома была утрачена в XIX веке во время одного из ремонтов.
Дом Каталымовых реставрировался в 1997 — 1999 годах (архитекторы А. В. Прохоров и Е. В. Кондэкова).